# Hontianska paráda
 (août 2019).
Si vous disposez d'ouvrages ou d'articles de référence ou si vous connaissez des sites web de qualité traitant du thème abordé ici, merci de compléter l'article en donnant les références utiles à sa vérifiabilité et en les liant à la section « Notes et références ».

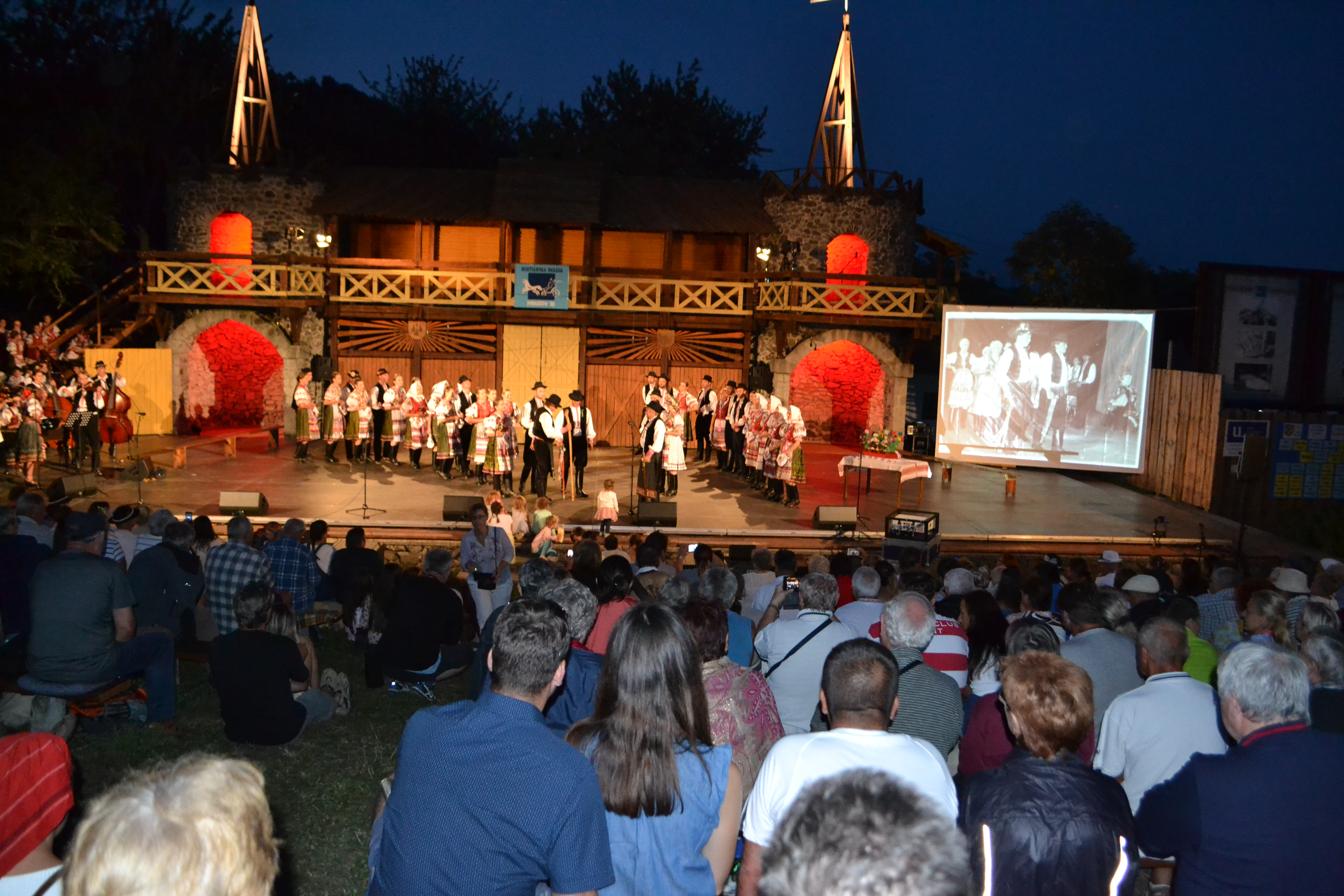
Amphithéâtre

Hontianska paráda (en français Fête de Hont) est un festival de folklore organisé régulièrement dans le village de Hrušov en Slovaquie depuis 1996.

## Caractéristiques du festival
Le festival de deux jours a lieu le troisième week-end d'août dans le village de Hrušov. Le nom fait référence à la région de Hont dans laquelle se trouve la municipalité. Au début, on supposait qu'il s'agirait d'un festival itinérant dans les villages individuels de Hont, mais un grand succès et un investissement sont les raisons pour lesquelles il n'a lieu qu'à Hrušov. La fréquentation moyenne est d'environ 15 à 20 000 personnes pendant tout le festival.

## Programme du festival
Depuis sa première année, Hontianska paráda propose un programme à cinq niveaux de programme : 

### Démonstrations d'œuvres rurales
Outre les spectacles de danse et de chant, communs à tous les festivals, cet évenement organise des demonstrations agricoles (qui lui sont spécifiques). Les habitants de Hrušov montrent le travail paysan du blé (fauchage à la main, collecte, battage à la main ou à la batteuse) ou la cuisson du pain et des fougasses régionales (sucrées ou salées) dans des fours à pierre. D'autres exemples de travaux comprennent la fabrication du charbon de bois en la meule, la menuiserie et la maçonnerie. Des démonstrations de transformation du cannabis et de production textile ont été ajoutées plus récemment. Les visiteurs peuvent participer à plusieurs démonstrations.

### Spectacles de scène
Le samedi, de petits spectacles folkloriques des villes proches ou lointaines de Hrušov ont lieu en forêt et à la Tour (amphithéâtre en bois et en pierre de deux étages, en forme de château). L'amphithéâtre symbolise la combinaison du moderne et de la tradition. Le vendredi, les habitants de Hrušov y donnent un spectacle. Le samedi se tient toujours un programme des groupes folkloriques d'enfants (s'appellant Enfants et générations), un programme d'ensembles de l'étranger ( Hongrie, Serbie, République tchèque, Roumanie, Turquie, etc.) et un programme des municipalités de Hont.

### Artisans
Au centre du village, des artisans complètent l'atmosphère unique du festival. En moyenne, il y en a une centaine. Pour des raisons d'espace, il n'est pas possible d'augmenter leur nombre, donc la municipalité préfère les artisans traditionnels, surtout s'ils peuvent montrer et créer leurs produits.

### Cours
Depuis sa fondation, ce festival a pour spécialités des lieux appelés cours. Dans ces zones réservées, les autres municipalités ou associations présentent des objets traditionnels ou préparent des plats spécifiques. De nombreuses cours ont leurs propres musiciens, chargés de divertir. Dans le passé, il existait des cours de  radio (Radio Regina), de pêche, de chasse, organisées par des municipalités de cette région ou par des Slovaques expatriés etc. La Cour de la grand-mère et la Cour chez trois sœurs sont plus récentes. Ces dernières années (2010 - 2019), leur nombre à la Hontianska paráda était d'environ 20.

### Expositions
Les visiteurs du festival peuvent voir de nombreuses expositions au cours du programme. L'exposition permanente présente notamment les moteurs stationnaires (en) du collectionneur local Anton Matušov ou une exposition de casques de pompiers. Au cours des dernières années (2019), une présentation de tracteurs et une exposition de photographies de couples slovaques ont été ajoutées.

## Filmographie
En 2001, la télévision slovaque nationale (studio à Banská Bystrica) a réalisé un court-métrage documentaire, Hontianska paráda, sous la direction de Drahomíra Kyslanová, à propos de la sixième année du festival.